# Бенильд
Святой Бени́льд (фр. Bénilde, лат. Benildus), в миру Пьер Романсо́н (фр. Pierre Romançon, 14 июня 1805[…], Тюре — 13 августа 1862[…], Сог) — французский школьный учитель, член католический монашеской конгрегации «Братья христианских школ».

## Биография
Родился 14 июня 1805 года в Тюре (Пюи-де-Дом) в крестьянской семье. Маленький и хрупкий на вид мальчик, он физически не годился в фермеры; зачисление в школу христианских братьев в Рьоме открыло в нём призвание преподавать. Он настолько опережал своих одноклассников в начальной школе, что четырнадцатилетнего мальчика часто назначали замещать учителей.
Вступил в орден в 1820 году и служил в нескольких школах братьев на юге центральной части Франции. В 1841 году был назначен директором школы в Соге, в изолированной деревне на бесплодном плато на юге Франции. Следующие двадцать лет вёл тихую жизнь, компетентно исполнял обязанности директора и учил деревенских мальчиков, многие из которых были подростками и никогда раньше не ходили в школу.
Несмотря на маленький рост, Бенильд был строгим, но справедливым приверженцем дисциплины. Он заботился о своих учениках: на орденской кухне готовил еду для недоедающих детей, перешивал старые сутаны в пальто или штаны и часами занимался с отстающими студентами. Ко всем своим ученикам, независимо от возраста и происхождения, он обращался «месье».
Со временем маленькая школа стала центром социальной и интеллектуальной жизни деревни, с вечерними занятиями для взрослых и репетиторской программой для менее одарённых учеников. Брат Бенильд был знаменит своей необычайным религиозным рвением, что было заметно на мессе со студентами в приходской церкви, преподавании катехизиса, подготовке мальчиков к Первому Причастию и посещении больных. Даже ходили слухи о почти чудесных исцелениях. Многие его ученики последовали его примеру: на момент его смерти 13 августа 1862 года в Соге более 200 братьев и внушительное количество священников были его бывшими учениками.

## Почитание
Беатифицирован папой Пием XII 4 апреля 1948 года. Причислен к лику святых папой Павлом VI 29 октября 1967 года, став первым канонизированным братом христианских школ после основателя ордена, святого Жан-Батиста де ла Салля.
Покровитель учителей.
День памяти — 13 августа.